# محمد العبسي
محمد العبسي، لاعب كرة قدم سعودي، يلعب كحارس مرمى في نادي الشباب.